# ميخائيل أولدفيلد
ميخائيل أولدفيلد (بالإنجليزية: Michael Oldfield)‏ هو لاعب دوري الرغبي أسترالي، ولد في 24 نوفمبر 1990 في Manly, New South Wales ‏ في أستراليا.

## روابط خارجية
- ميخائيل أولدفيلد على موقع ItsRugby.co.uk (الإنجليزية)